# Kremlin van Moskou

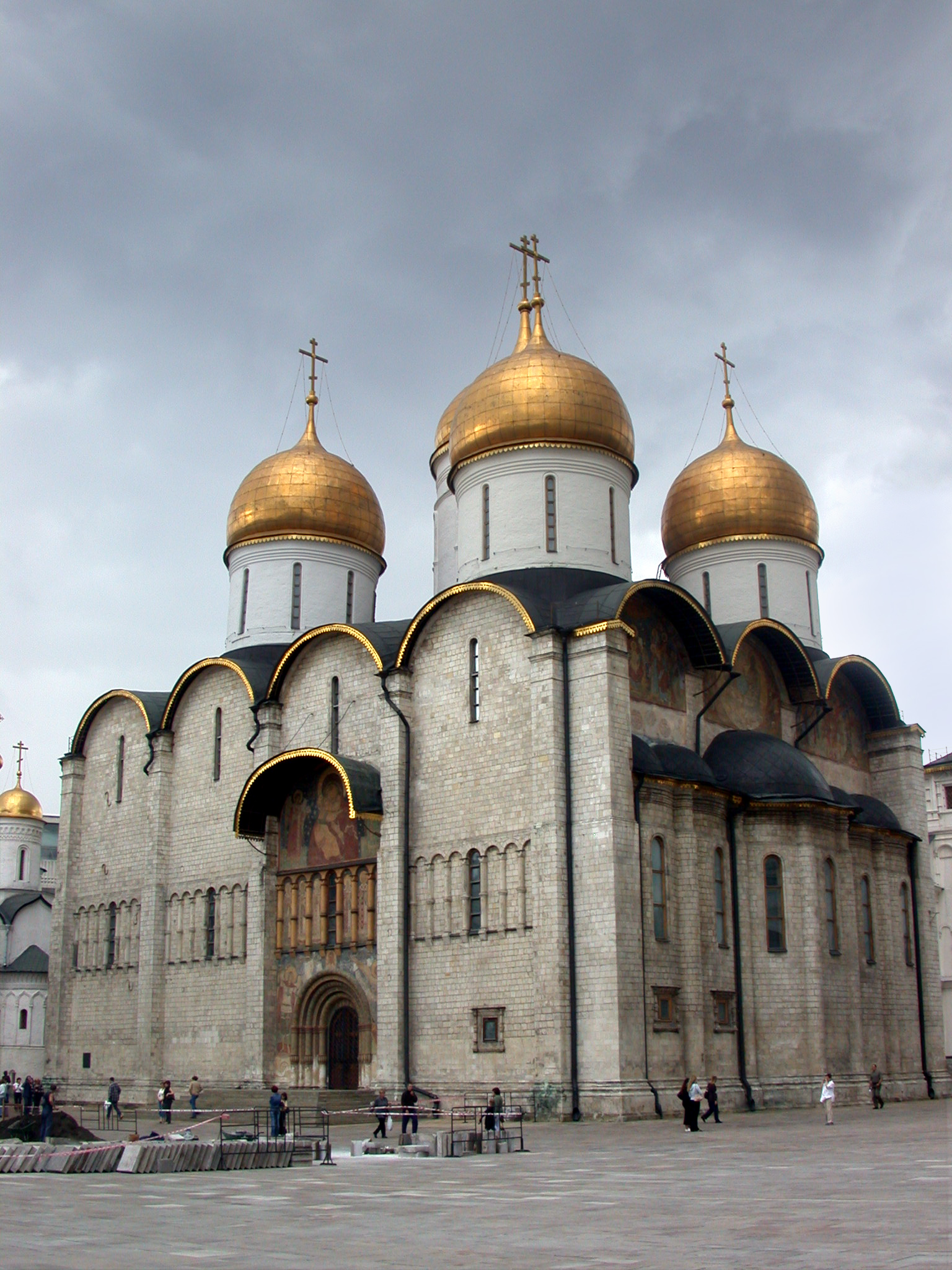
Oespenski-kathedraal

Het Kremlin van Moskou (Russisch: Московский Кремль, Moskovski Kreml), of simpelweg het Kremlin, is het geografische en historische centrum van de Russische hoofdstad Moskou. De naam Kremlin is afgeleid van het Russische woord кремль (kreml), dat versterkte stadskern betekent. Hoewel de term in het Nederlands meestal op het Moskouse Kremlin slaat, zijn er in Rusland ook andere steden met een kremlin.
Het Kremlin van Moskou ligt aan het Rode Plein, op de linkeroever van de rivier de Moskva. Het is de zetel van de regering van de Russische Federatie en vroeger van de Sovjet-Unie. In de tijd van de Koude Oorlog was de term 'het Kremlin' synoniem aan 'de communistische machthebbers'. Een 'Kremlinwatcher' was een journalist die probeerde uit de gesloten cultuur nog wat informatie te krijgen. Ook na de ontbinding van de Sovjet-Unie bleef 'het Kremlin' een gangbare benaming voor de regering van Rusland.
Het Kremlin in Moskou herbergt daarnaast ook een theater, een museum en talrijke andere bezienswaardigheden, zoals de Tsarenklok, het Tsarenkanon en diverse kathedralen en paleizen.
Tegenover het warenhuis GOeM staat voor een gedeelte van de 2200 meter lange Kremlinmuur het Mausoleum van Lenin, waarin het gebalsemde lichaam van de in 1924 gestorven Lenin is opgebaard.

## Geschiedenis
Het Kremlin ontstond op de plek van een nederzetting op de Borovitski-heuvel, bij de monding van het riviertje Neglinnaja in de Moskva. In het Kremlin van Moskou zijn archeologische vondsten gedaan die dateren uit de bronstijd en de vroege ijzertijd. Vanaf de 11e eeuw werden er vestingwerken gebouwd. Op de plaats waar de rivieren Moskva en Neglinnaja samenkomen, liet de Russische vorst Joeri Dolgoroeki in 1156 een houten fort (kremlin) bouwen. Al snel groeide deze verdedigingspost uit tot een bloeiende stad. De ommuring van het Kremlin was aanvankelijk van hout en werd in 1367 vervangen door muran witte natuursteen, vooral om de stad te beschermen tegen de Mongolen.
De bouw van het Moskouse Kremlin staat in nauw verband met de regeerperiode van Ivan III (1462-1505) die gehuwd was met Sophia Palaeologus, een nicht van de laatste Byzantijnse keizer Constantijn XI (Byzantium). Zij woonde in Rome en was opgegroeid in de Latijnse cultuur. Dat de burcht door Italianen werd ontworpen en gebouwd wordt hierdoor verklaard.
Onder leiding van grootvorst Ivan III wisten de Russen de Mongolen definitief te verslaan. Ivan riep zichzelf uit tot tsaar van heel Rusland. Hiermee stond Moskou aan het hoofd van een koninkrijk. Nadat Sint-Petersburg een tijd lang de rol van hoofdstad had gehad, kreeg Moskou deze status na de communistische revolutie terug en werd het Kremlin weer het centrum van het land.
Rond 1300 verschenen de eerste kerken van steen. Het belangrijkste gebouw uit deze periode is de Oespenski-kathedraal van de architect Aristotiles Fioravanti di Ridolfo, die zich bij de herbouw baseerde op de gelijknamige kathedraal in Vladimir. Hij was afkomstig uit Bologna en stond bekend om de kwaliteit van zijn werk. Hij bleef trouw aan het Russische model met vierkant grondplan, vijf apsissen en vijf bolvormige koepels. Daarna begonnen Pietro Antonio Sollari en Marco Ruffohun in 1485 aan de vestingswerken van het Kremlin, gebaseerd op de Noord-Italiaanse forten, wat onder meer inhield dat zij bouwden in baksteen. Zij zijn tevens de architecten van het Facettenpaleis, genoemd naar de diamantkopversiering op de buitenmuren. De Italianen bleven hun stempel drukken op de Russische bouwkunst.
In de 17e eeuw werden de torens van het Kremlin voorzien van galerijen en puntdaken. In 1707 werden er aarden bastions aan de ommuring toegevoegd. Tussen 1776 en 1787 verrees het senaatsgebouw. Van 1844 tot 1851 werkte men aan de Wapenzaal. Tijdens de invasie van Rusland door Napoleon Bonaparte in 1812 bezette hij het Kremlin gedurende ruim een maand, van 2 september tot 11 oktober. Hij gaf de opdracht om het Kremlin op te blazen. Vooral de regen zorgde ervoor dat de schade uiteindelijk meeviel, hoewel verscheidene muren en torens werden beschadigd door het Franse leger.
Nadat in 1917 de communisten de macht hadden overgenomen in Rusland liet Vladimir Lenin veel tekens van het tsarenregime verwijderen en vervangen door Sovjet-sterren. In 1918 verhuisde de regering van Sint-Petersburg naar Moskou. Het Kremlin is sindsdien weer de zetel van de Russische regering. Ook werd het Kremlin gesloten voor buitenlandse bezoekers. Dit veranderde pas in 1955, toen enkele gebouwen werden opengesteld als museum. De laatste grote toevoeging aan het Kremlincomplex, het Congresgebouw, kwam gereed in 1961.

## Kerken in het Kremlin
Al meer dan acht eeuwen is het Kremlin ook een plaats waar christenen hun erediensten vieren. De volgende kathedralen en kerken bleven tot op de dag van vandaag behouden:
- Verkondigingskathedraal
- Kathedraal van de Ontslapenis van de Moeder Gods
- Kathedraal van de Aartsengel Michaël
- Kerk van de Twaalf Apostelen
- Kleedafleggingskerk
- Klokkentoren van Ivan de Grote

In de periode 1930-1940 werden in Rusland echter zeer veel kerken en kloosters op last van de atheïstische autoriteiten gesloten. Soms kregen de gebouwen een andere bestemming, maar veelal werden de sacrale bouwwerken gesloopt. Binnen de muren van het Kremlin zijn in deze periode navolgende kloosters en kerken vernietigd:
- Hemelvaartklooster
- Tsjoedovklooster
- Verlosserskathedraal in het Woud
- Constantijn en Helenakerk
- Verkondigingskerk